# Maps (пісня Леслі Рой)
«Maps» («Карти») — пісня ірландської співачки Леслі Рой для Євробачення 2021 року в Роттердамі, Нідерланди.

## Конкурс пісні Євробачення

### Внутрішній відбір
17 грудня 2020 року ірландський національний мовник RTÉ підтвердив, що Леслі Рой представлятиме Ірландію у конкурсі 2021 року. Прем'єра пісні відбулася в шоу RTÉ 2fm Breakfast Show 26 лютого 2021 року.
Того ж дня на пісню вийшов музичний кліп, знятий Айсом Брейді в горах Віклов. Того вечора вони вперше виконали пісню в прямому ефірі в програмі Late Late Show.

### На Євробаченні
65-е видання Євробачення відбудеться у Роттердамі, Нідерланди, і складатиметься з двох півфіналів 18 травня та 20 травня 2021 року та великого фіналу 22 травня 2021 року Згідно з правилами Євробачення, всі країни-учасниці, крім приймаючої країни та Великої п'ятірки що складається з Німеччини, Великої Британії, Іспанії, Франції та Італії, повинні пройти участь у одному з двох півфіналів, щоб змагатися за фінал, хоча 10 найкращих країн від відповідного півфінального прогресу до великого фіналу. 17 листопада 2020 року було оголошено, що Ірландія виступить у першій половині першого півфіналу конкурсу.

## Чарти
| Чарт (2021)                  | Найвища позиція |
| ---------------------------- | --------------- |
| Ірландія (IRMA)              | 76              |
| Irish Homegrown Top 20 (OCC) | 3               |